# 金成姉歯
金成姉歯（かんなりあねは）は、栗原市の大字。
近世の栗原郡姉歯村域を区域とする。
歌枕で知られる姉歯の松が梨崎との境界付近にある。

## 歴史
藤原氏の家臣姉歯氏の支配していた土地である。姉歯氏の平山城である姉歯城が存在した。
1875年（明治8年）、姉歯村は梨崎村と合併して姉歯村となった。その後、明治の大合併により沢辺村、昭和の大合併により金成町、平成の大合併により栗原市の所属となっている。
また、『平泉雑記』（相原友直、1751年/寛延四年）によれば「鷹羽清水、同郡姉歯村ニアリ、姉歯松ヲ隔ツコト十九町餘、道ノ傍ノ岩ノ畔ニアリ、義経此地ヲ過シ時、此水ヲ飲シト云」とあり、源義経の訪れた伝説が残っている。

## 行政区画の変遷
- 1875年（明治8年） - 姉歯村と梨崎村が合併して姉歯村となる[6]。
- 1881年（明治14年） - 姉歯村と沢辺村が連合して戸長役場を沢辺村に設ける[6]。
- 1884年（明治17年） - 姉歯村が沢辺村、大堤村、栗原村、大岡村と連合して戸長役場を設ける[6]。
- 1889年（明治22年）4月1日 - 姉歯村、沢辺村と大堤村のうち小堤が合併して沢辺村となる[6]。1875年までの姉歯村域は沢辺村大字姉歯となる。
- 1955年（昭和30年）1月1日 - 沢辺村、金成村、津久毛村と萩野村が合併して金成町となる[7]。沢辺村大字姉歯は金成町姉歯となる[8]。
- 2005年（平成17年）4月1日 - 金成町、一迫町、鶯沢町、栗駒町、志波姫町、瀬峰町、高清水町、築館町、若柳町と花山村が合併して栗原市となる。金成町姉歯は栗原市金成姉歯となる。